# Codex Carolinus

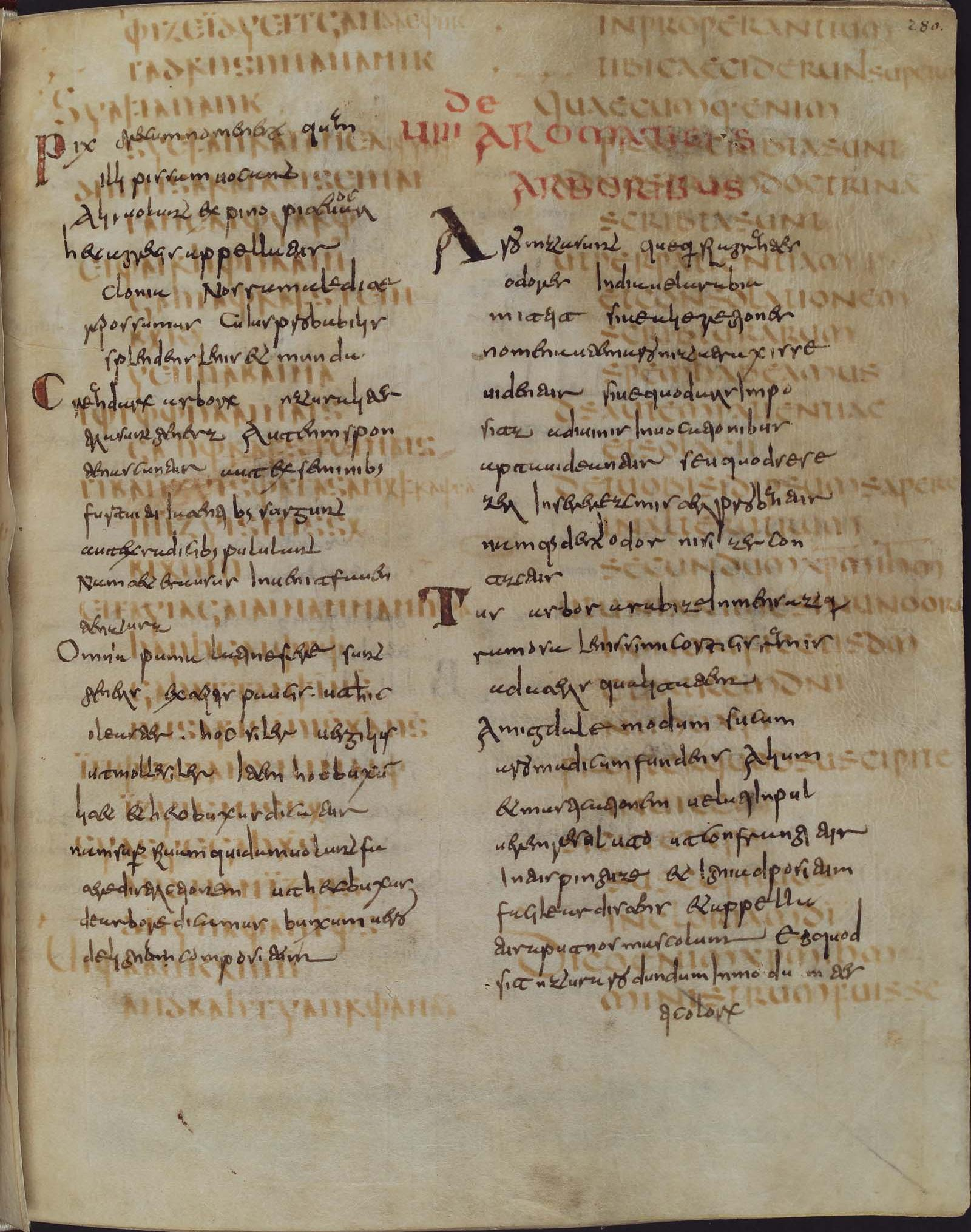
Tekst Rzymian 15,3–8

Codex Carolinus (łac.) – dwujęzyczny gocko-łaciński majuskułowy rękopis Nowego Testamentu na pergaminie, datowany na VI lub VII wiek. Gocki tekst oznaczono przez siglum Car, łaciński zaś przez siglum gue (tradycyjny system oznaczania starołacińskich rękopisów Nowego Testamentu) lub przez 79 (według obecnie stosowanego Beuron system). Nazwa kodeksu nadana została przez jego odkrywcę – Franza Knittela. Obecnie przechowywany jest w Wolfenbüttel.
Codex Carolinus (łac.) jest jednym z nielicznych zachowanych rękopisów Biblii, której przekładu na język gocki dokonał w IV wieku biskup Wulfila. 4 karty kodeksu wykorzystane zostały później jako materiał piśmienniczy dla innego rękopisu i tylko one się zachowały w formie palimpsestu. Gocki tekst rękopisu nie zawsze jest czytelny i był kilkakrotnie rekonstruowany.

## Opis
Kodeks nie zachował się w całości. Zawiera zaledwie fragmenty Listu do Rzymian (rozdziały 11–15) na 4 pergaminowych kartach. Aktualny rozmiar kart wynosi 26,5 na 21,5 cm. Tekst pisany jest w dwóch paralelnych kolumnach – 27 linii w każdej. Lewa kolumna jest w języku gockim, prawa – w łacińskim.
Zawiera
Rzymian 11,33–12,5; 12,17–13,5; 14,9–20; 15,3–13.
Tekst kodeksu nie został podzielony według powszechnie wówczas używanych (gr.) κεφάλαια (rozdziałów). Zarówno w tekście gockim, jak i łacińskim zastosowano (łac.) nomina sacra (ihm oraz ihu dla „Iesum” oraz „Iesu”). Wszystkie skróty zostały oznakowane górną poziomą kreską. Tekst kodeksu ma pewną wartość z punktu widzenia krytyki tekstu w Rz 14,14.
Zachowane karty gockiej Biblii weszły w skład innego kodeksu, który nosi dzisiaj nazwę (łac.) Codex Guelferbytanus 64 Weissenburgensis. Jego tekst górny sporządzony został w XI wieku i zawiera (łac.) Origines Izydora z Sewilli oraz sześć jego listów. Oprócz (łac.) Codex Carolinus w Codex Guelferbytanus 64 Weissenburgensis wykorzystanych zostało kilka innych wcześniejszych rękopisów: Kodeks Gwelferbytański A (VI wiek), Kodeks Gwelferbytański B (V wiek) oraz pochodzące z trzeciego greckiego rękopisu tablice (gr.) κεφαλαια do Ewangelii Mateusza (spis treści) z VIII–IX wieków, ponadto łacińskie fragmenty Księgi Hioba oraz Księgi Sędziów. W sumie więc wykorzystane zostały trzy greckie rękopisy, dwa łacińskie i jeden gocko-łaciński, tj. (łac.) Carolinus. Tekst (łac.) Carolinus stanowi karty 255, 256, 277 i 280 kodeksu (łac.) Guelferbytanus 64 Weissenburgensis.
Tekst łaciński zawiera pewne kolometryczne nieregularności w Rz 12,5 i 13,1 które można wytłumaczyć tym, że skopiowany został z rękopisu, który miał wspólnego przodka co starołacińskie rękopisy 75, 77 i 89 (numery rękopisów według listy Beuron). Również liczba wspólnych wariantów tekstowych wskazuje na wspólnego przodka dla tekstu łacińskiego Carolinus oraz wymienionych trzech rękopisów. W przypadku niezgodności Carolinus wspiera 89 przeciwko 75 i 77, bądź wspiera 75 i 77 przeciwko 89. W większości owych przypadków łaciński tekst Carolinus (gue) jest zgodny z tekstem gockim (Car).

## Historia badań nad kodeksem

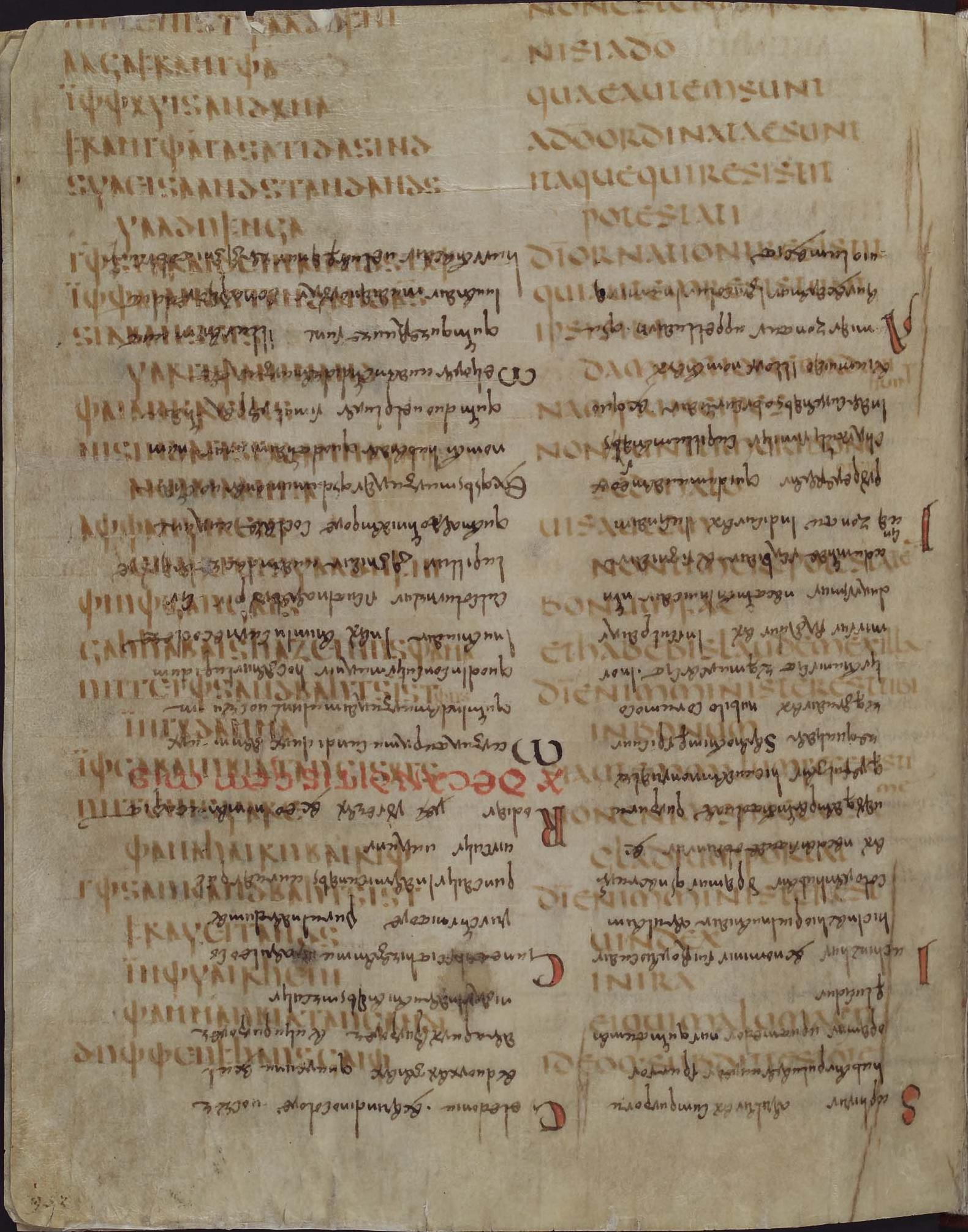
Folio 256 verso z tekstem Rzymian 12,17–13,1; łaciński tekst jest odwrócony

Pierwszym znanym miejscem, w którym przechowywany był rękopis, jest Bobbio, następnie Weißenburg in Bayern, Moguncja oraz Praga. Książę Brunszwiku zakupił kodeks w 1689 roku dla książęcej biblioteki w Wolfenbüttel (obecnie Herzog August Bibliothek). Kodeks w dalszym ciągu pozostaje w Wolfenbüttel – w Herzog August Bibliothek pod numerem 4148.
Codex Carolinus (łac.) datowany jest paleograficznie na VI lub VII wiek. Konstantin von Tischendorf datował go na VI wiek.
Prawdopodobnie został napisany na terenie dzisiejszych Włoch, tak jak wszystkie gockie rękopisy. Nic pewnego nie da się powiedzieć o jego wczesnej historii. W wieku XI (lub XII) cztery jego karty zostały wykorzystane jako materiał piśmienny (palimpsest) dla innej księgi, w której górnym tekstem stał się łaciński tekst słynnej w średniowieczu (łac.) Origines. Dalsza historia (łac.) Carolinus związana jest z tym rękopisem.
Rękopis stał się znany dla uczonych w połowie XVIII wieku, gdy został zauważony w bibliotece w Wolfenbüttel. Pierwszy opis rękopisu sporządził Jakob Friedrich Heusinger. Badał on tylko tekst grecki palimpsestu. Sądził, że tekst grecki należał do jednego greckiego rękopisu, który zawierał tekst czterech Ewangelii. Heusinger nie badał tekstów łacińskich, ani gockiego. Cztery lata później Franz Anton Knittel (1721–1792) rozpoznał trzy greckie dolne teksty Nowego Testamentu, dwa z nich oznakował symbolami A i B, rozpoznał też gocko-łaciński tekst, znany odtąd jako (łac.) Codex Carolinus. F. A. Knittel odczytał gocko-łaciński tekst i opublikował go w 1762 roku, a następnie w 1763 roku. W wydaniu tym wszystkie skróty, gockie i łacińskie, pisane są w pełnych formach. Rok później ponownie opublikował zrekonstruowany przez siebie tekst w Uppsali. Knittel popełnił wiele błędów, zwłaszcza w tekście łacińskim, nie zdołał też odczytać wszystkich słów i pozostawił kilka luk w zrekonstruowanym tekście (np. Rz 11,35; 12,2; 15,8). Nowego odczytu łacińskiego tekstu dokonał Tischendorf. Wydał go w 1855 roku. W jego wydaniu (łac.) nomina sacra pisane są skrótami, zachował ten sam układ linijek i liter, co w kodeksie. Nie zostawił też żadnych luk. Tekstu gockiego długo nie próbowano na nowo odczytać ze względu na wciąż słabą znajomość tego języka. Dopiero w roku 1999 Carla Falluomini dokonała nowego odczytu i nowej jego rekonstrukcji.

## Przykłady rekonstrukcji tekstu (Rzymian 11,33–12,2)

### Gocki tekst (folio 277 recto, 1 col.)

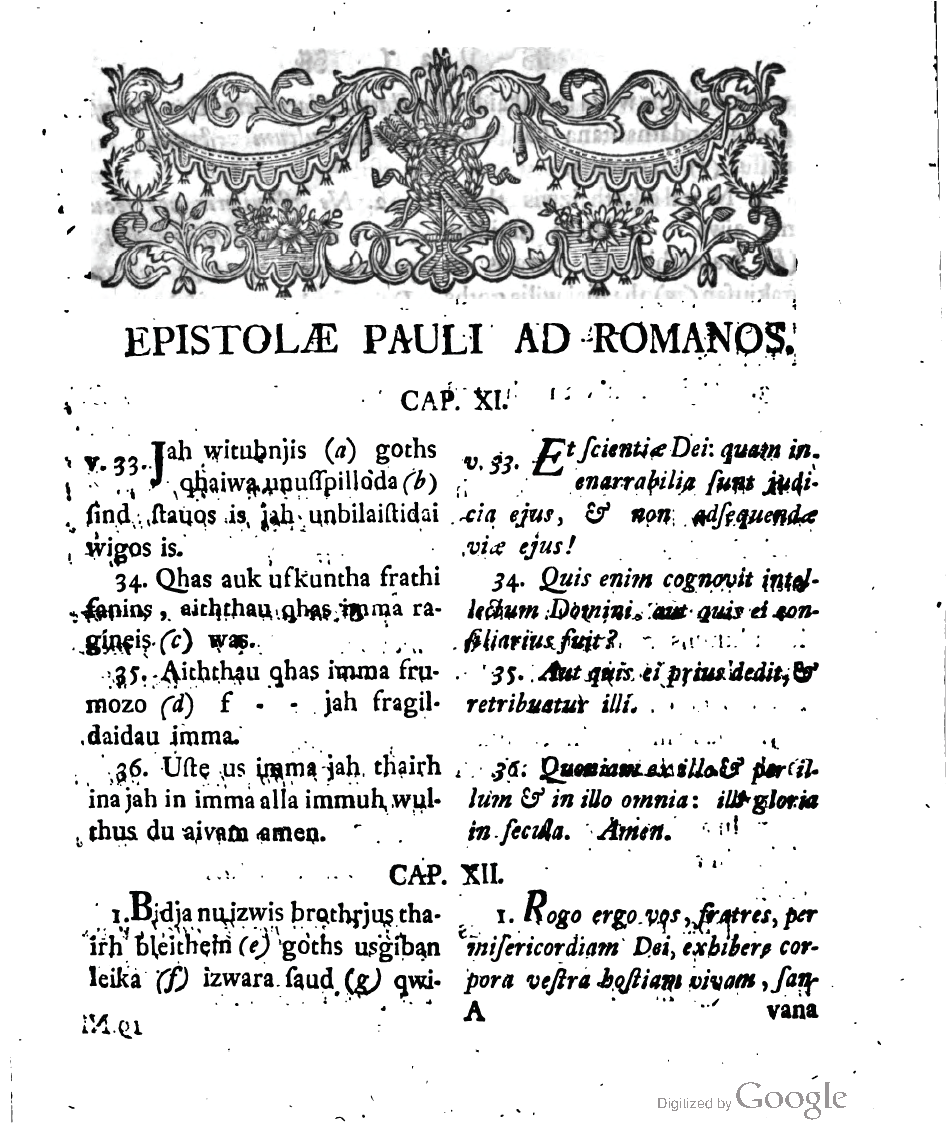
Rzymian 11,33–12,1 w wydaniu Knittela z 1763 roku

| Knittel (1762) Jah witubnijs goths qhaiwa unusspilloda sind stauos is jah unbilaistidai wigos is Qhas auk ufkuntha frathi fanins aiththau qhas imma raginens was Aiththau qhas imma frumozo f . . jah fragildaidau imma Uste us imma jah thairh ina jah in imma alla immuh wulthus du aivam amen Bidja nuizwis brothrjus thairh bleithein goths usgiban leika izwara saud qwiwana weihana waila galeikaidana gotha andathahtana blotinassu izwarana ni galeikoth izwis thamma aiwa | Falluomini (1999) Jah witubnijs g(u)þ(i)s hvaiwa unusspilloda si(n)d stauos ïs jah unbilaistidai wigos ïs Hvas auk ufkunþa [.]raþi f(rauj)ins aiþþau hvas ïmma raginens was Aiþ[.]au hvas ïmma fr[../.]a gaf jah fragildaidau ïmma uste us ïmma jah thairh ina jah ïn ïmma alla ïmmuh wulþus du aiwam amen Bi[.]ja nu ïzwis broþrjus þairth bleiþein g(u)þ(i)s usgiban leika ïzwara saud qiwana weihana waila galeikaidana g(u)þa andaþahtana blotinassu ïzwara(n)a ni galeikoþ ïzwis þamma aiwa |

### Łaciński tekst (folio 277 recto, 2 col.)
| Knittel (1762) et scientiae Dei quam in enarrabilia sunt iudicia eius et non adsequaende viae eius Quis enim cognovit intellectum Domini aut quis ei consiliarus fuit aut quis ei prius dedit et retribuatur illi quoniam ex illo et per illum in illo omnia illi gloria in secula amen Rogo ergo vos fratres per misericordiam Dei exbibere corpora vestra hostiam vivam sanctam placentem Deo consideratum cultum vestrum ne assimiletis vos seculo | Tischendorf (1855) et scientiae di quam scrutabilia sunt iudicia eius et investigabiles viae eius Quis enim cognobit sensum dni aut quis illi consiliarus fuit aut quis prior dedit illi et reddetur ei quoniam ex illo et per ipsum et in ipso omnia ipsi gloria in secula amen Obsecro itaq vos fratres per misericordiam di ut exhibeatis corpora vestra hostiam vivam scam placentem do rationabile obsequium vestru nolite configuari huic mundo |

### Opracowania
- C. Falluomini: Der sogenannte Codex Carolinus von Wolfenbüttel. (Codex Guelferbytanus 64 Weissenburgensis). Mit besonderer Berücksichtigung der gotisch-lateinischen Blätter. Wiesbaden: Wolfenbütteler Mittelalter-Studien, 1999. ISBN 99-1273858-6. (niem.). Brak numerów stron w książce
- Friedrichsen G. W. S., The Gothic Text of Rom. XIV 14 (τι κοινον ειναι) in Cod. Guelferbytanus, Weissenburg 64, Journal of Theological Studies, Clarendon Press 1937.
- Caspar René Gregory: Textkritik des Neuen Testaments. Cz. 1. Lipsiae: 1900, s. 62. (niem.).
- H. Henning: Der Wulfila der Bibliotheca Augusta zu Wolfenbüttel (Codex Carolinus). Hamburg: 1913. (niem.). Brak numerów stron w książce
- Heusinger J. F., De quattuor Evangeliorum Codice Graeco, [w:] Antiqua manu membrana scriptum Guelferbytana bibliotheca servat, Guelpherbyt 1752.
- F.A. Knittel: Fragmenta Versionis Ulphilanae. Upsaliae: 1763. [dostęp 2010-03-11]. (łac.). Brak numerów stron w książce
- Bruce M. Metzger: The Early Versions of the New Testament. Oxford University Press, 1977. Brak numerów stron w książce
- Frederick Henry Ambrose Scrivener: A Plain Introduction to the Criticism of the New Testament. Cz. 1. London: George Bell & Sons, 1894. Brak numerów stron w książce
- Streitberg W. A., Der gotische Text und seine griechische Vorlage, [w:] Die gotische Bibel, T. 1, Heidelberg 1971.

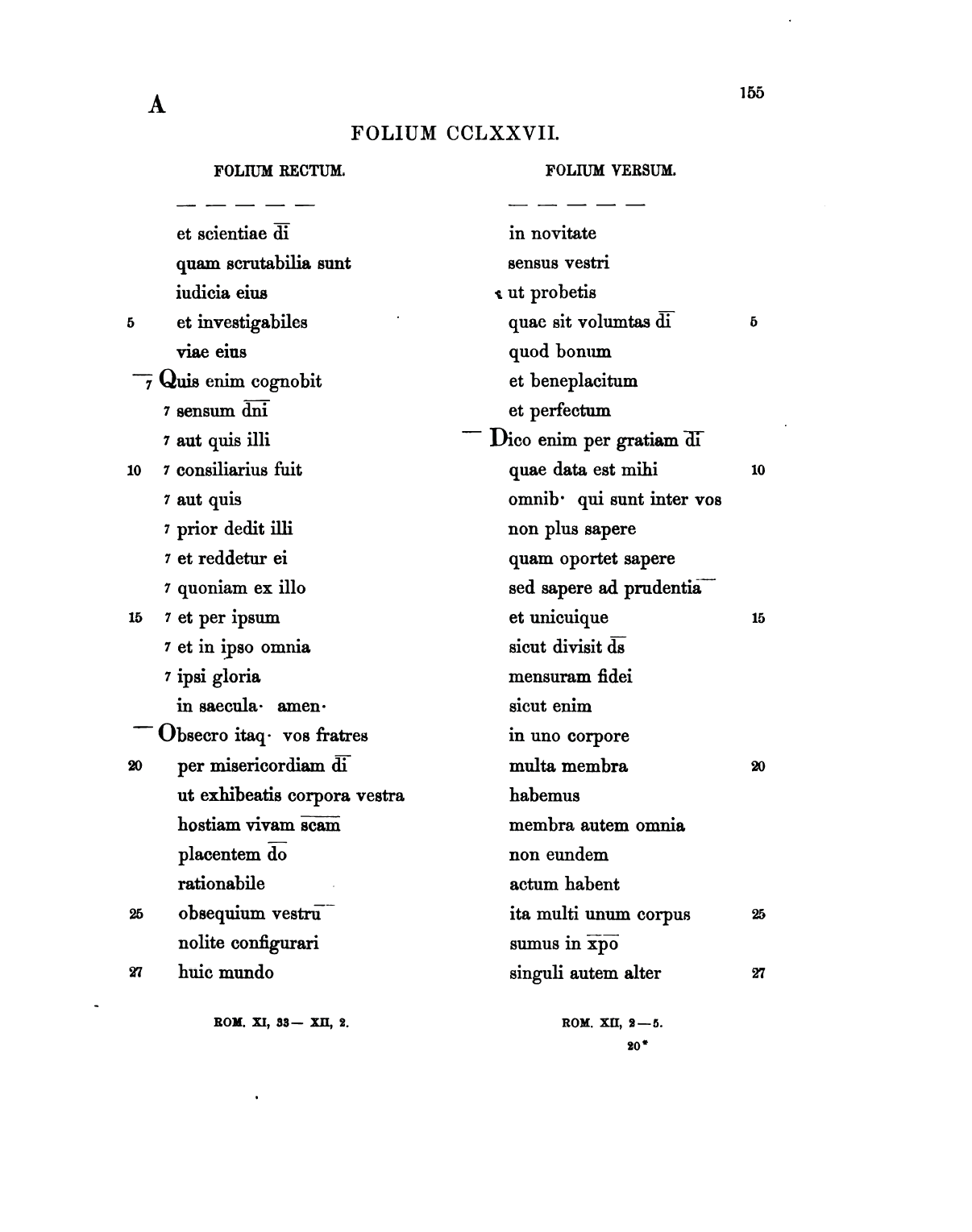
Łaciński tekst Rz 11,33–12,5 wydany przez Tischendorfa

- K. von Tischendorf, Anecdota sacra et profana (łac.), Lipsiae 1855, [data dostępu 2010-03-11].
- K. von Tischendorf: Novum Testamentum Graece. Editio octava critica maior. Lipsiae: J. C. Hinrichs, 1984. [dostęp 2010-03-11]. (łac.). Brak numerów stron w książce

### Opracowania online
- C. Falluomini: Gothic text w: Der Handschrift Cod. Guelf. 64 Weiss. [dostęp 2010-03-13]. Brak numerów stron w książce
- Petersen C. T., Codex Carolinus sive Guelferbytanus 64 Weissenburgensis (niem.), [dostęp 2010-03-13].
- Project Wulfila, Manuscripts (ang.), University of Antwerp (Belgium) 2004, [dostęp 2010-03-13].

### Literatura dodatkowa
- Falluomini C: Textkritische Anmerkungen zur gotischen Bibel. [w:] „AnnalSS 5", 2005 (2009) [on-line]. [dostęp 2010-03-11]. [zarchiwizowane z tego adresu (2016-03-03)]. (niem.).